# Singer TuSV Wittenberge
Singer TuSV Wittenberge  was een Duitse sportclub uit Wittenberge, Brandenburg.

## Geschiedenis
De club werd in 1926 opgericht als Singer Turn-und Sportverein, een sportvereniging van naaimachinefabriek Singer. Nadat er eerst enkel geturnd werd richtten de arbeiders op 1 april 1927 een voetbalafdeling op die zich inschreef bij de Midden-Duitse voetbalbond om in de competitie van Altmark te spelen.
Op 30 april 1930 werd de club kampioen van de tweede klasse en promoveerde daardoor naar de hoogste klasse. In het eerste seizoen eindigde de club derde achter Viktoria Stendal en Stendaler BC en dus voor stadsrivaal Hertha. Het volgende seizoen werd de club al kampioen. Singer moest eerst een testwedstrijd spelen tegen FC Salzwedel 09, de kampioen van Jeetze en won deze met 7:1. Hierdoor plaatste de club zich voor de Midden-Duitse eindronde. Hierin verloor de club in de eerste ronde met 2:6 van Wacker Halle. Ook het volgende seizoen werd de club kampioen en werd deze keer in de eindronde afgemaakt door FC Viktoria 1903 Zerbst met 8:1. 
In 1933 werd de competitie geherstructureerd. De Midden-Duitse bond werd ontbonden en de vele competities werden vervangen door de Gauliga Mitte en Gauliga Sachsen. De Altmarkse competitie werd als te zwak bevonden en mocht geen enkele deelnemer leveren, maar de clubs uit Wittenberge werden heringedeeld in de tweede divisie van de veel zwaardere Gauliga Berlin-Brandenburg. 
In 1934 fuseerde de club met SC Minerva 1909 Wittenberge en nam de naam Grün-Rot Minerva Wittenberge aan.

## Erelijst
Kampioen Altmark
1932, 1933